# Anish Khem
Anish Khem (27 de agosto de 1993) é um futebolista fijiano que atua como atacante, atualmente defende o Nadi FC.

## Carreira
Anish Khem ele fez parte do elenco da Seleção Fijiana de Futebol nas Olimpíadas de 2016.